# كاني وماني (مسلسل)
كاني وماني، مسلسل تلفزيوني كوميدي كويتي من إنتاج 2007. وهو عبر حلقات منفصلة في كل حلقة قصة من الماضي بشكل كوميدي وهو متكون من 30 حلقة ومن تاليف ساهر وعلي سلطان واخراج منير الزعبي. وصورت حلقات المسلسل في سوريا.

## الفنانون المشاركون بالعمل
- حسن البلام.
- عبد الناصر درويش.

ضيوف الحلقات
- أحمد السلمان.
- زهرة عرفات.
- فاطمة عبد الرحيم.
- خالد البريكي.
- بدر الطيار.
- شكران مرتجى.
- خالد الحربي.
- مبارك سلطان.
- بلال عبد الله.
- ناجي خميس.
- شهاب حاجية.
- ليلى سمور.
- فاتن عيدو.
- علاء الزعبي.